# Бархатные ткачи
Бархатные ткачи (лат. Euplectes) — род птиц из семейства ткачиковых.
Обитают в Африке южнее Сахары. Возможно, представители всех видов рода полигамны. Два вида — западноафриканский огненный бархатный ткач и Euplectes afer — часто содержатся любителями в неволе.

## Виды
В состав рода включают 18 видов птиц:
- Euplectes afer (Gmelin, 1789) — Наполеонов бархатный ткач
- Euplectes albonotatus (Cassin, 1848) — Белокрылый бархатный ткач
- Euplectes ardens (Boddaert, 1783) — Краснозобый бархатный ткач
- Euplectes aureus (Gmelin, 1789) — Златоспинный бархатный ткач
- Euplectes axillaris (A. Smith, 1838) — Красноплечий бархатный ткач
- Euplectes capensis (Linnaeus, 1766) — Толстоклювый бархатный ткач
- Euplectes diadematus Fischer & Reichenow 1878 — Диадемовый бархатный ткач
- Euplectes franciscanus (Isert, 1789) — Западноафриканский огненный бархатный ткач
- Euplectes gierowii Cabanis, 1880 — Черный огненный бархатный ткач
- Euplectes hartlaubi (Bocage, 1878) — Бархатный ткач Хартлауба
- Euplectes hordeaceus (Linnaeus, 1758) — Чернокрылый огненный бархатный ткач
- Euplectes jacksoni (Sharpe, 1891) — Лирохвостый бархатный ткач
- Euplectes laticauda (Lichtenstein, MHC, 1823)
- Euplectes macroura (Gmelin, 1789) — Желтоплечий бархатный ткач
- Euplectes nigroventris Cassin, 1848 — Чернобрюхий бархатный ткач
- Euplectes orix (Linnaeus, 1758) — Огненный бархатный ткач
- Euplectes progne (Boddaert, 1783) — Длиннохвостый бархатный ткач
- Euplectes psammocromius (Reichenow, 1900)